# Selac
Selac (cyr. Селац) – wieś w Czarnogórze, w gminie Pljevlja. W 2011 roku liczyła 14 mieszkańców.